# Eduardo Flores
Cet article possède des homonymes et des paronymes, voir Flores.
Eduardo Raúl Flores est un footballeur argentin né le 23 avril 1944 à Ensenada (Argentine) et mort le 20 janvier 2022 à La Plata. Il a évolué comme avant-centre ou milieu offensif dans les années 70 à Nancy.

## Carrière de joueur
- 1964-12/1971 : Estudiantes LP
- 01/1972-09/1973 : AS Nancy-Lorraine
- 10/1973-1974 : US Toulouse

## Palmarès
- Champion d'Argentine en 1967 (avec Estudiantes LP)
- Vice-champion d'Argentine en 1968 (avec Estudiantes LP)
- Vainqueur de la Coupe d'Amérique du Sud des clubs en 1968 (avec Estudiantes LP)
- Vainqueur de la Coupe intercontinentale en 1968 (avec Estudiantes LP)